# 陳俊朗
陳俊朗（1964年9月5日—2019年7月4日），人稱「陳爸」，臺灣教育工作者，臺東市知本人，偏鄉教育組織「孩子的書屋」創辦人，長期奉獻家鄉弱勢兒童教育。

## 生平
1964年陳俊朗出生，家中六名子女中排行么兒，出身知本，臺東高中畢業。他因參加三次大學聯考都沒考上公立大學，遂只有高中學歷。在臺北市經營成人影片連鎖店、情趣用品店、酒店。夫妻感情發生不睦，妻子帶著兩孩子回娘家。36歲時收掉生意，決定回台東家鄉，邊準備書記官考試，邊修補親子關係。準備考公務員期間他發現原住民孩童處境，開始於部落義務教吉他、打球，四次考書記官都落榜，決心投入社區營造。
1999年陳俊朗創立教育學堂，舊稱「建和書屋」。他表示，「孩子的書屋」希望做兩件事，一是照顧孩子，二是成人的電腦教育。當時建和社區所屬的大知本，大半家庭缺乏閱讀環境，國小畢業學童具有國小程度的比例低，孩子生活在家暴、隔代教養、飢餓、家裡常沒電沒瓦斯等問題。有些學童還要面對家暴問題，書屋幾乎全天無休，甚至得在書屋外設緊急鈴。為救這些被打的孩子，他就反打施暴的大人，讓小孩知道逃到書屋就安全。透過孔秋宏、唐玴誠等社區營造人員協力，帶起部落學電腦、用網路的風氣。他認為「經濟翻轉」是關鍵，因此要扶助失業的家長就業，以及孩童長大後的就業問題，書屋的工作團隊中，包含曾領救濟金、失業甚至為更生人的家長，適用期可以長達一年。
陳俊朗父親起初為兒子的行為非常惱怒，父子之間常為了書屋之事起爭執，但後來也接受。曾有社區居民對他們介入家庭功能不能接受，但漸漸地，部落開始給予一些支持，例如送雞、送肉到書屋來。需要照顧的孩子增加，來自臺北、南投、高雄、澎湖及台東等處有同樣理念人也出現。2008年，與趙自強、陳雅楨、廖文華、蘇世文等人獲得夢想資助計畫獎金資助。曾任《新新聞》總編輯的古碧玲聽到被稱為「陳爸」陳俊朗的故事，一度懷疑，後到書屋陪伴、觀察後，將故事寫成《愛‧無所畏》一書，於2013年7月17日在臺北舉行新書發表會。
陳俊朗在臺東各部落創立的書屋都是租來的，以國中學區為擴散點。2014年一名地主以低價租金提供土地，發起名為「一書屋一畝田」計畫，由來自全臺灣的五百多位民眾建立一間永久性書屋，兩層樓百坪面積，取名「青林書屋」，2015年8月1日完工。
在2015年報導時，陳俊朗已在南王、建和、建農、美和、溫泉、知本、小高及多元這八處各建了一間書屋，分別發展戲劇、編織、射箭、搏擊、獨木舟等課程。他此花光數百萬元積蓄，曾有半年時間僅靠泡麵裹腹。妻子因受不了經濟壓力，最終離婚。書屋一年就需要上千萬的開銷，因此與「童顏有機」創辦人之一的「童顏長」潘思璇合作，販賣果醬來維持。書屋也有種菜，以自給自足，也讓孩童能親近土地，並試著發展在地產業，創造工讀機會。2017年，他與知名藥品公司合作，以個人名義代言止痛藥，字幕展現書屋成立理念，拍攝廣告後書屋確實收到迴響，但實際捐款效益有限。同年，台11線172.5公里處成立咖啡廳，取名「黑孩子咖啡」，提供偏鄉的弱勢家庭就業機會。他一直推動書屋多角化經營自給自足，除了聘用當地人從事有機農業、蓋房子，也鼓勵孩子們組樂團、開咖啡館等，營收大約達總收入兩成，卻依然入不敷出。
2018年1月，陳俊朗接受中視《改變的起點》節目專訪，說希望「孩子的書屋」有日能消失，因那代表每個小孩都能在正常的環境下得到照養。他更結合了「為台灣而教（TFT）」、誠致教育基金會等組成「逆轉聯盟」，計畫以臺東的經驗推展到全臺灣。他說想用一輩子的時間做好事，也想將二十年的心得寫成書。次年4月22日，錢小豪到臺灣參加紅心字會公益環島，行經臺東時前往孩子的書屋參觀。
陳俊朗因長期累積壓力，導致胃病、血壓、血糖飆高，遭醫師警告需裝心導管。2019年7月4日上午9點，他感到身體不適，彎腰穿鞋欲出門就醫時就因心肌梗塞昏迷，送醫後不治，享年55歲。
次日晚，台北101大樓點起紀念陳俊朗與2019年臺鐵嘉義車站刺警命案被害警察李承翰的字樣，「謝謝您們的愛」、「愛著這片土地」，並打上了5個愛心。同月14日，遺屬在台東老家院子為舉辦告別時，錢小豪當日就自香港飛抵臺東，送陳爸最後一程。

## 家庭
陳俊朗父親陳基傳原為臺南農夫，1934年生，娶同齡的顏花蕊為妻，因旱災遷至臺東建和地區生活。
前妻從事保險業，共育兩個兒子。

## 名言
陳俊朗陳爸常在多次演講中提及，一個人活在世界上，做到這四件事情就算沒有白活此生。

第一，好好認識自己是誰；

第二，找到一件你真心喜歡做的事；

第三，花上一輩子把它做好；

最後，好好跟這世界告別。

## 褒揚令
2019年7月14日告別式上，副總統陳建仁代表總統蔡英文致贈褒揚令，由兒子陳彥翰代表接受，褒揚令全文為：

財團法人孩子的書屋文教基金會董事長陳俊朗，伉俠奉義，并介磊砢。早歲離鄉謀事，壯年東歸安家，夕惕勤奮，操持有成。旋創辦建和、南王、知本等九座書屋暨臺東縣教育發展協會，眷注部落弱勢孩童，關懷偏鄉中輟少年；開展多元教學課程，形塑輔導學習環境；推動正當休閒娛樂，踐履全人教育價值，沾溉啟迪，諄諄善誘。復擘劃急難救助機制，構築賑贍周恤平臺；籌策社區營造方案，協力地方公共事務，遠圖長慮，蹊徑別闢；匡扶博濟，桑梓芳傳。嗣建立「黑孩子黑咖啡」品牌，培訓餐飲服務技藝，厚實專業證照職能，殫精竭智，用心至深。曾獲頒2018 GHF教育創新學人獎殊榮，茂猷績著，蓬島揚芬。詎意宏志未竟，迺以盛年驟逝，軫悼彌殷，應予明令褒揚，以彰仁惠，旌表遺徽。

總　　　統　蔡英文　　　　

行政院院長　蘇貞昌　　　　

## 外部連結
- 孩子的書屋的Facebook專頁
- 孩子的書屋官網 （页面存档备份，存于）
- 陳俊朗代言普拿疼的廣告